# Butig
Butig is een gemeente in de Filipijnse provincie Lanao del Sur in het noorden van het eiland Mindanao. Bij de laatste census in 2007 had de gemeente ruim 22 duizend inwoners.

## Geografie

### Bestuurlijke indeling
Butig is onderverdeeld in de volgende 16 barangays:
| - Bayabao Poblacion - Butig Proper - Cabasaran - Coloyan Tambo - Dilimbayan - Dolangan - Malungun - Pindolonan | - Poktan - Ragayan - Raya - Samer - Sandab Madaya - Sundig - Timbab - Tiowi |

## Demografie
Butig had bij de census van 2007 een inwoneraantal van 22.256 mensen. Dit zijn 5.973 mensen (36,7%) meer dan bij de vorige census van 2000. De gemiddelde jaarlijkse groei komt daarmee uit op 4,40%, hetgeen hoger is dan het landelijk jaarlijks gemiddelde over deze periode (2,04%). Vergeleken met de census van 1995 is het aantal mensen met 8.534 (62,2%) toegenomen.

De bevolkingsdichtheid van Butig was ten tijde van de laatste census, met 22.256 inwoners op 331,49 km², 67,1 mensen per km².